# Eritrea
Eritrea, officieel de Staat Eritrea (Tigrinya: ሃገረ ኤርትራ , Hagere Ertra, Arabisch: دولة إرتريا, Dawlat Iritriyya), is een land in het oosten van Afrika met een bevolking van iets meer dan 6 miljoen inwoners. Het grenst in het noordwesten aan Soedan, in het zuiden aan Ethiopië, in het zuidoosten aan Djibouti en in het oosten en noordoosten aan de Rode Zee.

## Geschiedenis
Eritrea werd al door veel machten bestuurd toen het in 1885 werd gekoloniseerd door Italië. Italiaans-Eritrea bleef Italiaans bezit tot 1941 toen Italiaanse troepen door de geallieerden uit het gebied werden verdreven. Eritrea werd een Brits protectoraat. Tot 1943 voerden de Italianen in Eritrea nog een guerrillastrijd tegen de Britten.
In 1950 besloten de Verenigde Naties dat Eritrea deel van een federatie met Ethiopië zou worden. Op 2 december dat jaar ging de federatie van start. Eritrea kreeg een eigen parlement en ambtenarenapparaat. Tevens verkregen afgevaardigden van Eritrea het lidmaatschap van het parlement van Ethiopië. In 1961 werd de federatie door keizer Haile Selassie van Ethiopië ontbonden. Velen in Eritrea waren het hiermee oneens en er volgden vele protesten, vooral van studenten. In 1962 werd het Eritrese parlement afgeschaft en werd Eritrea door de keizer de veertiende provincie van Ethiopië gemaakt. Toen was de Eritrese Onafhankelijkheidsoorlog echter al gestart: in september 1961 nam het Eritrese Bevrijdingsfront (ELF) de wapens op tegen de Ethiopische regering. In 1971 maakte het Eritrese Volksbevrijdingsfront (EPLF) zich uit het ELF los. Tweemaal voerden deze groepen oorlog, waarna het EPLF als sterkste uit de strijd kwam.
In 1991 eindigde de onafhankelijkheidsoorlog met een overwinning van de Eritrese rebellen op het Ethiopische regeringsleger. In 1993 stemde een ruime meerderheid van de bevolking voor onafhankelijkheid. Sindsdien is Isaias Afewerki president van Eritrea. Het Volksfront voor democratie en rechtvaardigheid (PFDJ), opgericht in 1994, werd de enige toegestane partij.
In 1998 brak een nieuwe grensoorlog met Ethiopië uit (de Eritrees-Ethiopische Oorlog), waaraan op 12 december 2000 onder auspiciën van de Verenigde Naties een einde kwam. Van 2000 tot 2008 werd er in het grensgebied een VN-vredesmacht (UNMEE) gestationeerd, in afwachting van de definitieve vaststelling van het verloop van de grens tussen beide landen door een internationale commissie. Ethiopië wees het voorstel van de commissie af. Sindsdien is er sprake van een broze vrede.
Einde 2020 raakte Eritrea zijdelings betrokken bij de Oorlog in Tigray, de noordelijke regio van buurland Ethiopië.

### Ernstige schendingen van mensenrechten
In 2009 stelde Human Rights Watch de mensenrechtensituatie in Eritrea aan de kaak. Volgens HRW werd er op grote schaal gemarteld, werden duizenden onder slechte omstandigheden opgesloten en werd op grote schaal dwangarbeid toegepast.
In juni 2016 sprak een door de Verenigde Naties ingestelde Commissie van Onderzoek uit dat de schendingen van de mensenrechten in Eritrea zo ernstig waren dat verwijzing naar het Internationaal Strafhof nodig was. De commissie sprak van misdaden tegen de menselijkheid, waaronder onderwerping aan slavernij van mogelijk 400.000 mensen. Na een eerder rapport dat in 2015 uitgebracht werd, was geen enkele verbetering opgetreden. In 2015 hadden 47.015 vluchtelingen uit Eritrea asiel aangevraagd in Europa. Commissievoorzitter Mike Smith verklaarde dat slavernij, gevangenschap, gedwongen verdwijning, marteling, vervolging, verkrachting en andere inhumane daden al sinds 1991 onderdeel waren van een "wijdverbreide en stelselmatige campagne tegen de burgerbevolking".

## Geografie
Het reliëf wordt gedomineerd door de uitlopers van het Ethiopisch Hoogland in het noorden en door een woestijnvlakte dalend naar het oosten toe. In het noordwesten vindt men een heuvelachtig terrein en in het zuidoosten vlaktes. Het land heeft een hoog centraal plateau dat varieert van 1800 tot 3000 meter boven zeeniveau. De rest van Eritrea bestaat uit een kustvlakte, westelijke laaglanden en zo'n 300 eilanden. Asmara, de hoofdstad, ligt circa 2400 meter boven zeeniveau.
Eritrea heeft in totaal 1630 km aan landgrenzen, waarvan 113 km met Djibouti, 912 km met Ethiopië en 605 km met Soedan. Daarnaast heeft het een kustlijn van 2234 km, waarvan 1151 km langs vasteland en 1083 km rondom de eilanden in de Rode Zee.
Het hoogste punt van Eritrea is de top van de berg Soira op 3018 meter boven zeeniveau. Het laagste punt ligt nabij Kulul in de Danakildepressie.

## Bestuurlijke indeling
Eritrea is onderverdeeld in zes regio's (Tigrinya: zoba; Engels: region) (hoofdsteden tussen haakjes):
- Maekel (Asmara)
- Debub (Mendefera)
- Gash-Barka (Barentu)
- Anseba (Keren)
- Semenawi Keyih Bahri (Massawa)
- Debubawi Keyih Bahri (Assab)

## Klimaat

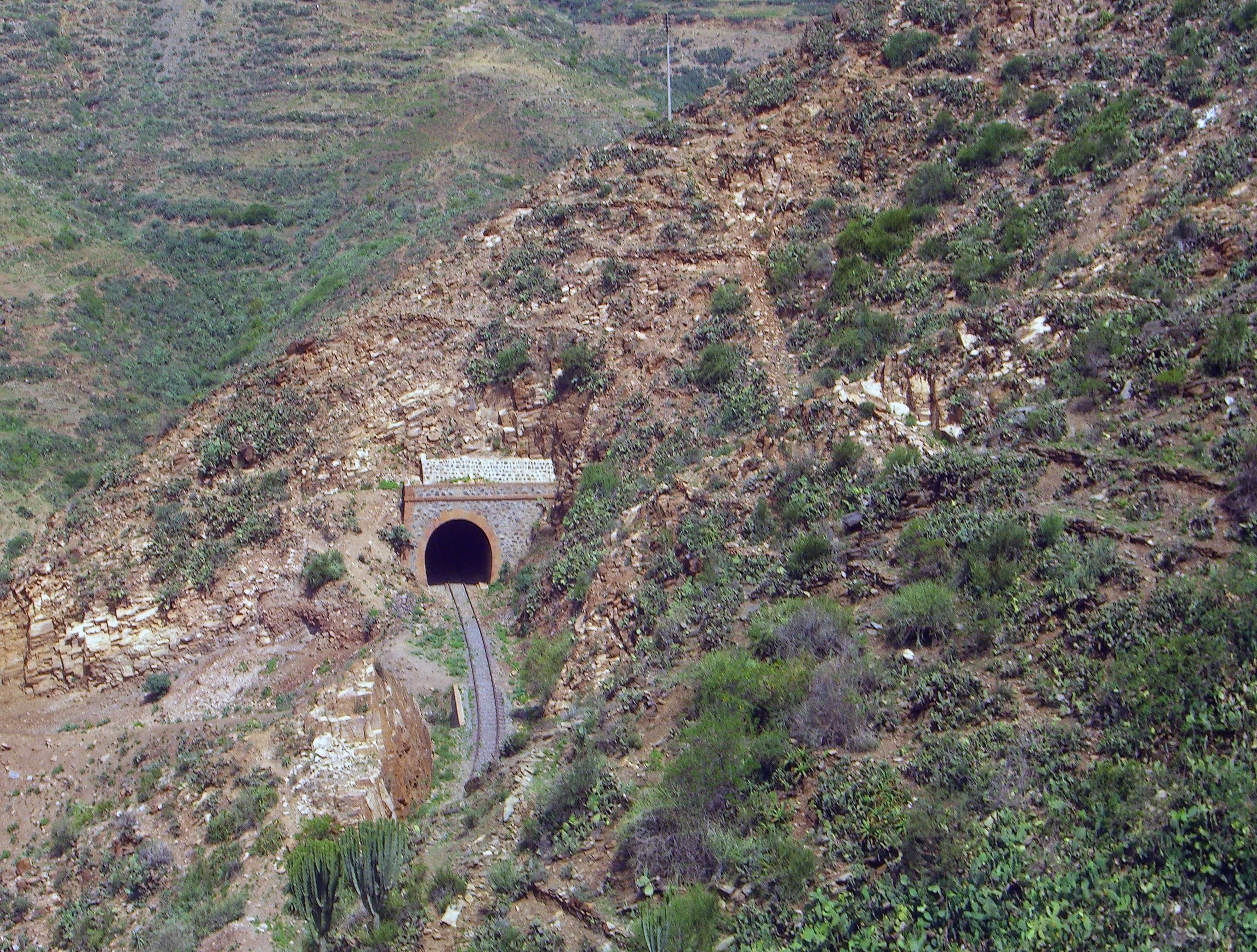
Landschap van Eritrea

Aan de kust van de Rode Zee is er een warm en droog woestijnklimaat. Het is koeler en vochtiger in de centrale hooglanden en semi-aride in de westelijke heuvels en laaglanden. Regenbuien komen voor in de periode van februari tot april en de zwaarste regenval vindt plaats tijdens de periode van juni tot september, behalve aan de kuststrook.

## Bevolking

### Volkeren
De inwoners van Eritrea kunnen worden verdeeld in negen volkeren; de Tigrinya, de Tigre, de Afar, de Saho, de Kunama, de Nara, de Bilin, de Hedareb en de Rashaida. De Tigrinya zijn qua aantal het omvangrijkst.

### Religie
In Eritrea zijn de twee overheersende godsdiensten het christendom en de islam. Ongeveer 63% van de bevolking is christen, verdeeld over de Eritrees-orthodoxe kerk, de lokale oriëntaals-orthodoxe kerken en diverse kleinere groeperingen zoals rooms-katholieken, protestanten en aanhangers van andere kerken. De bevolkingsgroep met de grootste christelijke aanhang is de Tigrinya. 36% van de bevolking is moslim, voornamelijk soennieten. De Saho, de Rashaida en de Afar zijn voornamelijk islamitische bevolkingsgroepen.

### Taal
De officiële landstaal is het Tigrinya. Daarnaast zijn er verschillende andere talen officieel. Op school worden kinderen van jongs af aan onderwezen in het Tigrinya, de taal van het Tigrinyavolk, dat gebruikmaakt van het lettergreepschrift Ge'ez. Andere volkeren, bijvoorbeeld de Tigre, maken gebruik van het Arabisch. Beide volkeren gebruiken ook het Engels. Op het voortgezet en wetenschappelijk onderwijs is het Engels de voertaal. Vooral de oudere en hoogopgeleide mensen in Eritrea spreken ook nog Italiaans, wegens de voormalige kolonisatie van Eritrea door Italië.

## Sport
Wielrennen is een van de populairste sporten in Eritrea, met een lange traditie die teruggaat tot de Italiaanse koloniale tijd. De brede wegen in steden als Asmara zijn ideaal voor wielerwedstrijden, en de sport is diep verankerd in het dagelijkse leven van veel Eritreeërs. Eritrea geldt als een van de sterkste wielernaties van Afrika.
Internationaal heeft het land zich op de kaart gezet met wielrenners als Biniam Girmay, die als eerste zwarte Afrikaanse renner een etappe won in een Grote Ronde tijdens de Ronde van Italië van 2022. In 2024 en 2025 bleef Girmay indruk maken, onder meer in de Ronde van Frankrijk, waar hij doorbrak naar een wereldwijd publiek. Zijn prestaties hebben geleid tot grote nationale trots, en zorgden ervoor dat Eritrea steeds vaker positief in het nieuws komt als wielerland.
Daarnaast organiseerde Eritrea in 2011 de negende editie van de Afrikaanse kampioenschappen wielrennen, die plaatsvond in en rond Asmara.

## Economie
De natuurlijke grondstoffen van Eritrea zijn goud, diamant, potas, zink, koper, zout, mogelijk aardolie en aardgas. Daarnaast is de visserij van belang.
Het land wordt op de volgende manier gebruikt:
- Bebouwbaar land: 12%
- Permanente gewassen: 1%
- Permanente weilanden: 49%
- Bossen: 6%
- Rest: 32%

280 km² van het land is geïrrigeerd.

## Media
In het land ontbreken de onafhankelijke media, dit is onmogelijk gemaakt na de instelling van een dictatoriaal regime in september 2001. Veel journalisten zijn gevlucht naar het buitenland, omdat het werk binnen de landsgrenzen onmogelijk is gemaakt. Buitenlandse journalisten mogen niet in het land werken. Het weinige nieuws dat wordt verspreid is volledig in handen van het Ministerie van Informatie en wordt vooral gebruikt om propaganda van het regime door te geven. Volgens Verslaggevers Zonder Grenzen staat Eritrea onderaan de lijst gemeten naar persvrijheid. Eritrea stond in 2023 op plaats 174 van de in totaal 180 beoordeelde landen.
Het land wordt geplaagd door corruptie. In 2023 stond Eritrea op de 161e plaats van de 180 beoordeelde landen in de corruptieperceptie-index van Transparency International.

## Betrekkingen met Nederland
De ambassadeur van Eritrea Tekeste Ghebremedhin Zemuy werd in januari 2018 door Nederland als persona non grata uitgewezen.